# 云南驿机场

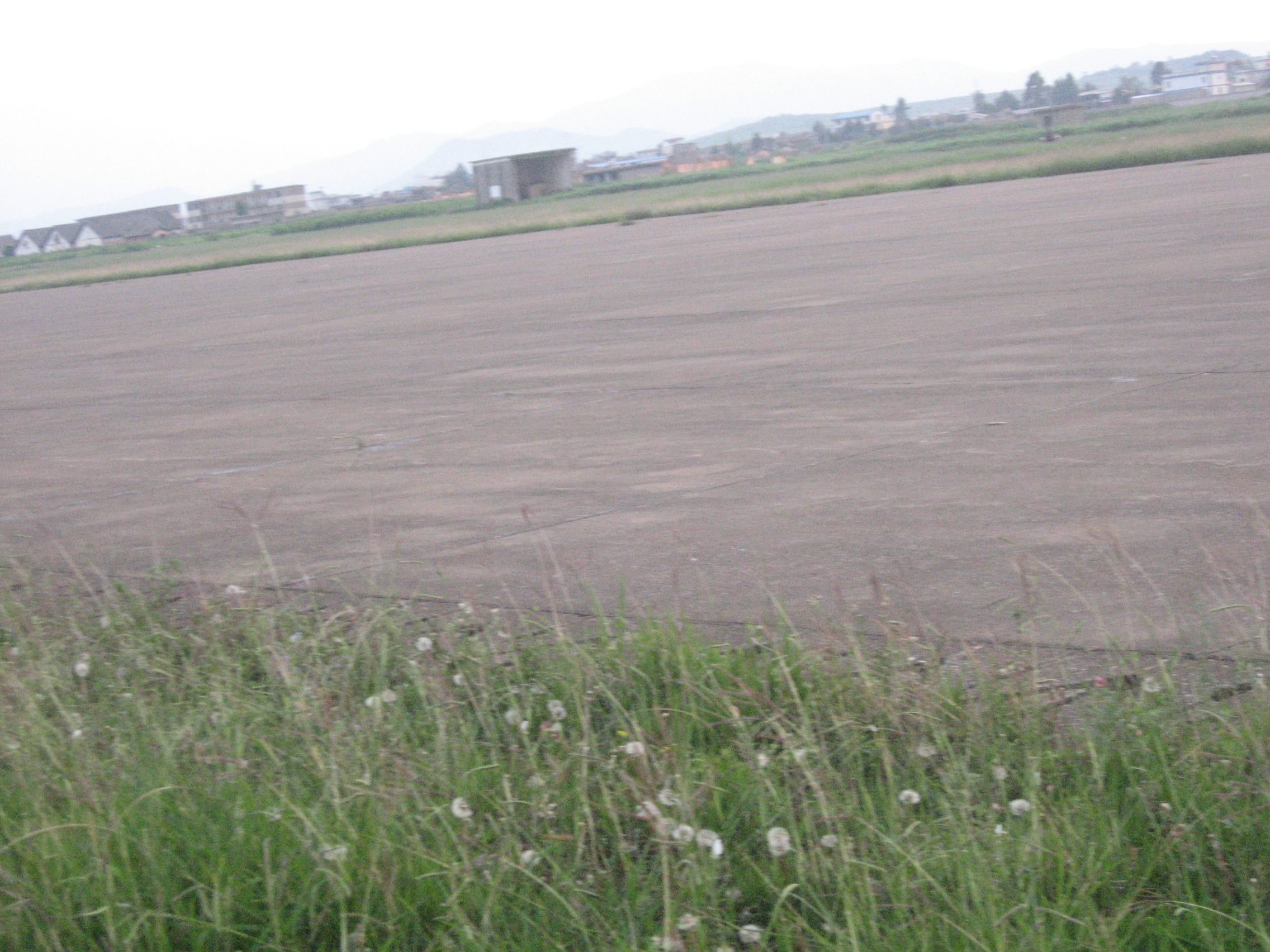
停用后的北屯机场，2012年

云南驿机场是云南省大理白族自治州内的一座军用机场，位于祥云县云南驿镇果城村委会北屯村，始建于1939年，原名北屯机场（又作白屯机场），附近另建有云南驿机场（现已废弃），北屯机场在中华人民共和国成立后曾称祥云机场:615，后改称云南驿机场。

## 历史
1939年1月，北屯机场动工，同年7月底建成长800米宽600米的主跑道:615:64，面积64万平方米，耗资15,750元新滇币。1943年11月，建成后成为中华民国航空委员会空军学校云南驿初级班的教练机场:615，北屯机场也是云南驿机场的辅助机场，主要负责起降DC-3、C-47等型号的运输机，1944年曾遭日军轰炸。
中华人民共和国成立后北屯机场成为中国人民解放军的军用机场并被保留下来。1961年，北屯机场修建委员会成立，计划对北屯机场进行扩建，称为8001工程；当年7月开工，1964年11月竣工。为运输填筑跑道石方，还修建了全长4.0千米的北屯小铁路:59。扩建后机场全长3,200米，总占地面积2,717亩。主跑道长2,400米，跑道、滑行道、停机坪全为混凝土表面，建两个飞机疏散区，配设夜航设备及244幢、42,444平方米的永久性营房:615。扩建完成后，作为中国人民解放军空军第十航空学校第四训练团的驻地，同年越南航校进驻，接受中国空军培训至1975年撤离:615。
1985年，因百万大裁军，部队及飞机调离，机场停用，留解放军86412部队看守:613, 615:64。
2018年谷歌地图的卫星影像显示，北屯机场已再次启用，停机坪中有战斗机停放。

## 资料来源
1. ↑  . 祥云县人民政府. 2014-06-13  [2023-01-09]. （原始内容存档于2023-01-09）.
2. 1 2 3 4 5 6  云南省祥云县志编纂委员会编纂. . 北京: 中华书局. 1996. ISBN 7-101-01548-4.
3. ↑  杨美利著. . 北京: 中国书店. 2013: 200. ISBN 978-7-5149-0786-5.
4. ↑  . 祥云时讯. 2018-07-03  [2018-07-28]. （原始内容存档于2023-01-09） –微信公众平台.
5. ↑  祥云县地方志编纂委员会办公室. . 昆明: 云南人民出版社. 2018: 407. ISBN 978-7-222-17795-6. 【春节慰问驻祥部队专场文艺演出】1月20日，祥云县2016年春节慰问驻祥部队专场文艺演出在祥云县云南驿机场部队进行，彩云艺术团演出节目8个，参演人数40人次，观众近800人次。
6. ↑  祥云县地方志编纂委员会办公室. . 昆明: 云南人民出版社. 2022: 237. ISBN 978-7-222-20762-2. 协调解决了云南驿机场飞机扰民情况等涉军纠纷问题，以及驻军参与“三清洁”活动事宜。
7. 1 2 3  祥云县交通局编. . 内部发行. 2002.
8. ↑  . www.lotour.com. 乐途旅游.   [2017-10-01]. （原始内容存档于2017-10-01）.
9. 1 2  大理白族自治州交通局. . 昆明: 云南人民出版社. 1991: P 210. ISBN 7-222-00770-9.
10. ↑  Google Inc.  (地图). Google Inc. 2018-07-25  [2018-07-25].